# Эдди Горду
Эдди Го́рду (яп. エディ・ゴルド Эди Горудо) — персонаж серии видеоигр Tekken. Впервые появился в Tekken 3.

## Биография

### Tekken 3
Эдди родился в одной из самых богатых семей в Бразилии. С самого детства он знал, что когда вырастет, то будет управлять бизнесом своего отца.
Вернувшись однажды домой из школы, Эдди обнаружил своего отца при смерти. В последнее время он сильно нервничал — это было связано с тем, что его отец раскрыл банду наркоторговцев, промышлявших в Бразилии. Последнее, что успел сказать умирающий отец — это просьба к сыну взять на себя вину его смерти.
Находясь в тюрьме за убийство, которого он не совершал, Эдди обратил внимание на старого сокамерника, обладающего огромной силой. Как оказалось, этот человек практиковал бразильское боевое искусство — капоэйра. Эдди стал его учеником и за 8 лет достиг в капоэйре высокого мастерства.
После освобождения из тюрьмы герой решил разыскать убийц своего отца. Но для этого требовались деньги. Заработать их он мог только на третьем турнире «Железный кулак».

### Tekken 4
Вскоре после того, как третий Турнир Железного Кулака закончился, Эдди начал выполнять обещание, которое он дал учителю — он нашел внучку своего учителя, Кристи Монтейру, и стал обучать её капоэйре. Кристи показывала впечатляющие успехи и спустя два года стала отличным бойцом.
Неожиданно Эдди исчез. Кристи он оставил лишь послание, в котором говорилось о том, что ему необходимо разыскать убийц своего отца. Взволнованная исчезновением друга и учителя, Кристи отправляется на четвертый турнир «Железный кулак», чтобы разыскать там своего учителя.
Также в Tekken 4 появляется костюм Эдди для Кристи Монтейру. Их прологи и эпилоги одинаковы.

### Tekken 5
Учитель Эдди вскоре должен освободиться из тюрьмы. Однако, когда Эдди решил навестить его, то не узнал в немощном старике своего учителя. Позднее он и Кристи выяснили, что учитель болен неизлечимой болезнью и ему осталось жить менее полугода. Единственное, что может ему помочь выжить — это медицинские разработки Мисима Дзайбацу. Чтобы получить к ним доступ и спасти своего учителя, Эдди отправляется на турнир.
У Эдди и Кристи одинаковые эпилоги.

### Tekken 6
Так и не добыв лекарств на пятом турнире, Эдди обращается за помощью к новому лидеру Мисима Дзайбацу, Дзину Кадзаме. В обмен на лечение учителя, Эдди должен стать предводителем одного из войск «Tekken Force». Зная только то, что Мисима Дзайбацу — частная военная корпорация, герой соглашается на условия Дзина. В составе войск Эдди выполняет запланированные разрушения по всему миру. В шестой турнир он вступает, чтобы уничтожить любого, кто представляет угрозу для Дзина.
У Эдди и Кристи одинаковые концовки.

## Тайгер Джексон
Тайгер является скрытым персонажем в Tekken 3 и Tekken Tag Tournament. Также он фигурирует в Pac-Man Fever (вместе с Хэйхати и другими персонажами файтингов). В качестве камео персона появляется в Tekken 5: Dark Resurrection, а в режиме смены внешности Эдди можно сделать афро-причёску и надеть костюм, по оттенкам напоминающий одежду Тайгера..

## Фильм
В фильме Тэккен Эдди играет Латиф Кроудер.

## Отзывы

### Критика
Эдди, как один из самых простых в освоении персонажей Tekken 3, получил большую популярность среди новичков серии. Так благодаря «слепому нажатию кнопок» можно было пройти многие режимы игры на любой сложности. Это часто делает Эдди объектом шуток. Так Дейн Кук упоминает Эдди на своём альбоме, Retaliation. Кук шутит о том, что когда кого-то сбивает машина, он:
…летит по воздуху, как Эдди Горду из Tekken, когда вы не знаете как делать комбо и нажимаете кнопки наугад
Кук ссылается на тот факт, что многие новички серии выбирают Горду из-за его лёгкости и «натирают кнопки до дыр». Эдди критикуется за его лёгкое управление и популярность среди новичков. На MTV.com он получил прозвище Эдди «Кнопка-спаситель» Горду. В шуточной статье GameSpy, данный персонаж описывается как один из самых худших воинов в мире, также заявляя, что «Эдди Горду — это худшее, что случалось с игроками за историю Tekken».

### В рестлинге
Во время интервью SkySports, рестлер Кофи Кингстон заявил:
…Парни, Эдди Горду имеет очень много уникальных приёмов. Когда он появился в серии Tekken, он был героем, о котором всё знали
 Он также заявил в интервью каналу ESPN, что «я наблюдаю за Эдди Горду в Tekken из-за его капоэйра, и хотел бы многое у него заимствовать». Рестлер MVP назвал в честь него свой приём «злой умысел».